# Бойга яшмова
Бойга яшмова (Boiga jaspidea) — отруйна змія з роду Бойга родини Вужеві. Інша назва «бойга візерунчаста».

## Опис
Загальна довжина досягає 150 см, чверть з яких припадає на хвіст. Тулуб тонкий, стрункий, сильно стиснутий з боків. Голова значно ширше шиї і добре відмежована. Носовий відділ помітно укорочений та притуплений, його довжина не перевищує діаметра великих виразних очей. Це надає схожість з короткомордими зміями-равликоїдами. 
Забарвлення досить святкове і приваблива. Основний кольор спини й боків насичений червоно-коричневий (яшмовий, звідки й назва) з чорними або темно коричневими рисками, що йдуть з боків й від хребта вниз. У задній частині тулуба проявляється малюнок з білястих і темних плям, які розташовані почергово. Горло й передня третина черева лимонно-жовті, ближче до хвоста забарвлення стає коричневим. На голові присутній симетричний малюнок з невеликих темних зі світлою облямовкою плям.

## Спосіб життя
Полюбляє первинні та вторинні тропічні ліси, займаючи ярус чагарників й низьких дерев до 5 м. Добре лазить й пересувається переважно по гілках, лише зрідка спускаючись на землю. Під час руху розплющує горизонтально передню третину тулуба. Активна вночі. Харчується гризунами та ящірками, іноді вживає дрібних змій. 
Це яйцекладна змія. Самка відкладає до 3 яєць.

## Спосіб харчування
Змія харчується геконами та іншими меншими зміями в дикій природі.

## Розповсюдження
Мешкає на Яві, Суматрі, Калімантані, архіпелазі Ментавай та низці інших островів. Зустрічається у Малайзії та південному Таїланді й В'єтнамі. 